# Cactosoma abyssorum
Cactosoma abyssorum är en havsanemonart som beskrevs av Daniel Cornelius Danielssen 1890. Cactosoma abyssorum ingår i släktet Cactosoma och familjen Halcampidae. Inga underarter finns listade i Catalogue of Life.